# Einar Haugen
Einar Ingvald Haugen (ˈhaʊɡən Sioux City, Iowa, 19 d'abril de 1906 – 20 de juny de 1994) va ser un lingüista estatunidenc, escriptor i professor a la Universitat de Wisconsin–Madison i de la Universitat Harvard.

## Biografia
Haugen va néixer a Sioux City (Iowa) de pares noruecs originaris d'Oppdal. Quan era petit, la família es va traslladar a Oppdal uns anys, però després van tornar als Estats Units. Va assistir a Morningside College a Sioux City però va ser transferit a St. Olaf College per estudiar amb Ole Edvart Rølvaag. Va obtenir la llicenciatura el 1928 i immediatament es va graduar en lingüística a la Universitat d'Illinois a Urbana-Champaign, on va obtenir el doctorat el 1931.
En 1931 Haugen es va unir a la facultat de la Universitat de Wisconsin-Madison, on va romandre fins a 1962. Va ser nomenat Professor Victor S. Thomas de lingüística escandinava a la Universitat Harvard el 1964 i hi va romandre fins seu retir el 1975. Haugen va servir com a president de la Societat Lingüística d'Amèrica, l'American Dialect Society i la Societat per a l'Avanç dels Estudis Escandinaus. Haugen també era membre de la Junta d'Editors de l'Associació Històrica Noruega-Americana.
En 1972 fou guardonat amb un grau honorífic, doctor philos. honoris causa, a l'Institut Noruec de Tecnologia, més tard part de la Universitat Noruega de Ciència i Tecnologia.
Haugen ha estat pioner en el camp de la sociolingüística i va ser un erudit destacat en el camp dels estudis noruego-americans, inclosos els estudis de nòrdic antic. Potser la seva obra més important ha estat The Norwegian language in America; A study in bilingual behavior (ISBN 0-253-34115-9).). A més d'importants treballs dins d'aquests camps, va escriure l'obra autoritzada sobre el dialecte de la seva llar ancestral d'Oppdal i un llibre titulat The Ecology of Language, on va ser pioner d'un nou camp de la lingüística anomenat ecolingüistica.
Einar Haugen també va escriure Norwegian English Dictionary/Norsk engelsk ordbok (ISBN 0-299-03874-2).
El seu darrer llibre ha estat una biografia del virtuós violinista noruec Ole Bull coescrit amb la seva filla, Camilla Cai.

## Memorials
L' Einar and Eva Lund Haugen Memorial Scholarship ha estat creada per l'Associació Històrica Noruega-Americana per honrar Einar Haugen i la seva esposa Eva Lund Haugen. A més, el Capítol de Boston de la Fundació Americana-Escandinava va votar per establir el Premi Einar i Eva Haugen. El premi es concedeix anualment a un estudiant de postgrau en llengües i literatura escandinaves a la Universitat Harvard.

## Obres
- Voyages To Vinland: The First American Saga (1942)
- Spoken Norwegian (1946)
- The Norwegian Language in America: A Study in Bilingual Behavior (1953)
- Bilingualism in the Americas (1956)
- The Semantics of Icelandic Orientation (1957)
- Language Conflict and Language Planning: The Case of Modern Norwegian (1966)
- Studies by Einar Haugen: Presented on the occasion of his 65th birthday (1971)
- The Ecology of Language; Language science and national development (1972)
- Norwegian-English Dictionary: A Pronouncing and Translating Dictionary of Modern Norwegian (1974)
- The Scandinavian Languages: An Introduction to their History (1976)
- Bibliography of Scandinavian Languages and Linguistics 1900-70 (1974)
- Scandinavian Language Structures (1982)
- Blessings of Babel: Bilingualism and Language Planning (1987)
- Immigrant Idealist: A Literary Biography of Waldemar Ager, Norwegian American (1989)
- Ole Bull: Norway's romantic musician and cosmopolitan patriot (1993)